# Rectimarginalis
Rectimarginalis is een geslacht van rechtvleugeligen uit de familie sabelsprinkhanen (Tettigoniidae). De wetenschappelijke naam van dit geslacht is voor het eerst geldig gepubliceerd in 2007 door Liu & Kang.

## Soorten
Het geslacht Rectimarginalis omvat de volgende soorten:
- Rectimarginalis ensis Haan, 1842
- Rectimarginalis fuscospinosa Brunner von Wattenwyl, 1891
- Rectimarginalis profunda Liu & Kang, 2007